# Jack Dorsey
Jack Patrick Dorsey (sinh ngày 19 tháng 11 năm 1976) là một lập trình viên máy tính và doanh nhân người Mỹ. Anh là đồng sáng lập và là Cựu CEO của trang mạng Twitter.